# Sentados al borde de la mañana, con los pies colgando
Sentados al borde de la mañana, con los pies colgando es una película española de 1978 dirigida por Antonio José Betancor, que cuenta con la actuación de Miguel Bosé, y el trío cómico Martes y trece, entre otros.

## Argumento
Un grupo de amigos acaba de encontrar un local ruinoso y se ponen a repararlo, pintarlo y a vivir en él en plan comuna. Miguel es el cabeza de todo ello y va reclutando más gente, asignándoles sus tareas individuales. El problema es que el banco, dueño del local, no quiere que ocupen el local y les amenazan con llamar a la policía para que les desalojen, cosa que ellos no tienen ninguna intención de permitir.

## Premios
35.ª edición de las Medallas del Círculo de Escritores Cinematográficos
| Categoría    | Persona          | Resultado |
| ------------ | ---------------- | --------- |
| Mejor música | Carlos Vizziello | Ganador   |